# Don Fardon
Don Fardon (* 19. August 1943 in Coventry; bürgerlicher Name Donald Maughn) ist ein englischer Popsänger.

## Biografie
Sein größter Hitparadenerfolg war eine Coverversion des Musikstücks Indian Reservation (The Lament of the Cherokee Reservation Indian) von John D. Loudermilk, die zunächst 1968 in den US-amerikanischen Charts Platz 20 erreichte und Ende 1970 in den britischen Single-Charts bis auf Platz drei kam. Auch in Deutschland erreichte die Single Anfang 1971 die Top 10 der Hitparade.
Vor diesem Erfolg war er Sänger in der Freakbeat-Band The Sorrows, die 1965 mit Take a Heart in den britischen Singlecharts bis auf Platz 21 kam. Ende 1967 hatte Don Fardon mit seiner Version des Box-Tops-Titels The Letter einen kleinen Hit in Deutschland.
Im April 1970 war er mit Belfast Boy in den britischen Singlecharts vertreten. Im Jahr 1973 konnte Fardon mit dem Lied Delta Queen, im Original von einer Formation namens Proudfoot, auf Platz 86 einen letzten Charterfolg in den US-Charts verbuchen. Er veröffentlichte weitere Coverversionen, unter anderem Lola von The Kinks, die aber wenig erfolgreich waren.

## Diskografie

### Alben
- 1968: Lament of the Cherokee Indian Reservation
- 1969: The Love Story of Don Fardon
- 1970: I’ve Paid My Dues
- 1970: Released
- 1971: Don Fardon and the Gang on Tour in Scandinavia
- 1988: Indian Reservation
- 1998: Line Dance Party
- 1999: Indian Reserva
- 2003: I’m Alive
- 2005: Letter

### Kompilationen
- 1976: Indian Reservation
- 1989: Indian Reservation – The Best Of
- 1994: Lament of the Cherokee Indian Nation: All the Young Blood Tracks
- 1994: Best of Indian Reservation
- 1997: The Next Chapter: All the Hits Plus More
- 2000: Indian Reservation & I’ve Paid My Dues
- 2006: Coventry Boy – The Anthology (2 CDs)

### Singles
- 1967: The Letter
- 1967: It’s Been Nice Lovin’ You
- 1968: Treat Her Right
- 1968: (The Lament of the Cherokee) Indian Reservation
- 1968: Take a Heart
- 1969: Sally Goes Round the Moon
- 1969: Gimme Gimme Good Lovin’
- 1969: Running Bear
- 1969: I’m Alive
- 1969: We Can Make It Together
- 1969: It’s Been Nice Loving You
- 1970: Belfast Boy
- 1970: Indian Reservation
- 1971: Girl
- 1971: Follow Your Drum
- 1973: Delta Queen
- 1973: Superwoman
- 1973: Lady Zelda
- 1974: Don’t Do That
- 1974: Running Bear
- 1974: Lola
- 1976: Judy Mae